# Palatul Miksa (Max) Steiner din Fabric
Palatul Miksa (Max) Steiner din Fabric este o clădire istorică situată în cartierul Fabric din Timișoara, România. Ridicat între anii 1901-1902, palatul este un exemplu de arhitectură eclectică, combinând elemente specifice curentului Secession cu ornamente de influență istoricistă.
Face parte din Situl urban „Fabric” (II), monument istoric cod LMI TM-II-s-B-06097.

## Istorie
Max (Miksa) Steiner a înființat și a condus timp de mai multe decenii Fabrica de Spodiu Max Steiner, situată pe Calea Buziașului Fondată. Fabrica producea spodiu, adică făină de oase și cărbune animal, cunoscută pentru utilizarea sa în diverse industrii.
Datorită succesului fabricii, Max Steiner a devenit o figură prosperă în societate. După retragerea sa din activitate, el a construit două palate splendide în Timișoara. Palatul Max Steiner din Fabric, de pe Bulevardul 3 August 1919 și un alt palat situat în cartierul Cetate, Palatul Miksa (Max) Steiner din Piața Unirii - cunoscut și ca Palatul Băncii de Scont.
Palatul Miksa (Max) Steiner a fost construit în perioada 1901-1902, proiectul clădirii fiind realizat de arhitectul Eduard Reiter.
Clădirea a primit autorizația de construire la 4 iunie 1901, fiind finalizată la 17 aprilie 1902.

## Descriere
Fațada palatului este decorată cu decorațiuni caracteristice stilului Secession, precum și cu elemente istoriciste notabile, cum ar fi prova și pupa de corabie.